# آرتور دیلمن
آرتور دیلمن (به انگلیسی: Artur Dilman) (زادهٔ ۲۹ اوت ۱۹۹۰) شناگر اهل قزاقستان است.